# New Egypt
New Egypt est une zone de type census-designated place située dans le comté d'Ocean, dans l'État du New Jersey. Selon le recensement de 2000, la zone compte 2 519 habitants.